# Antonius Sanderus

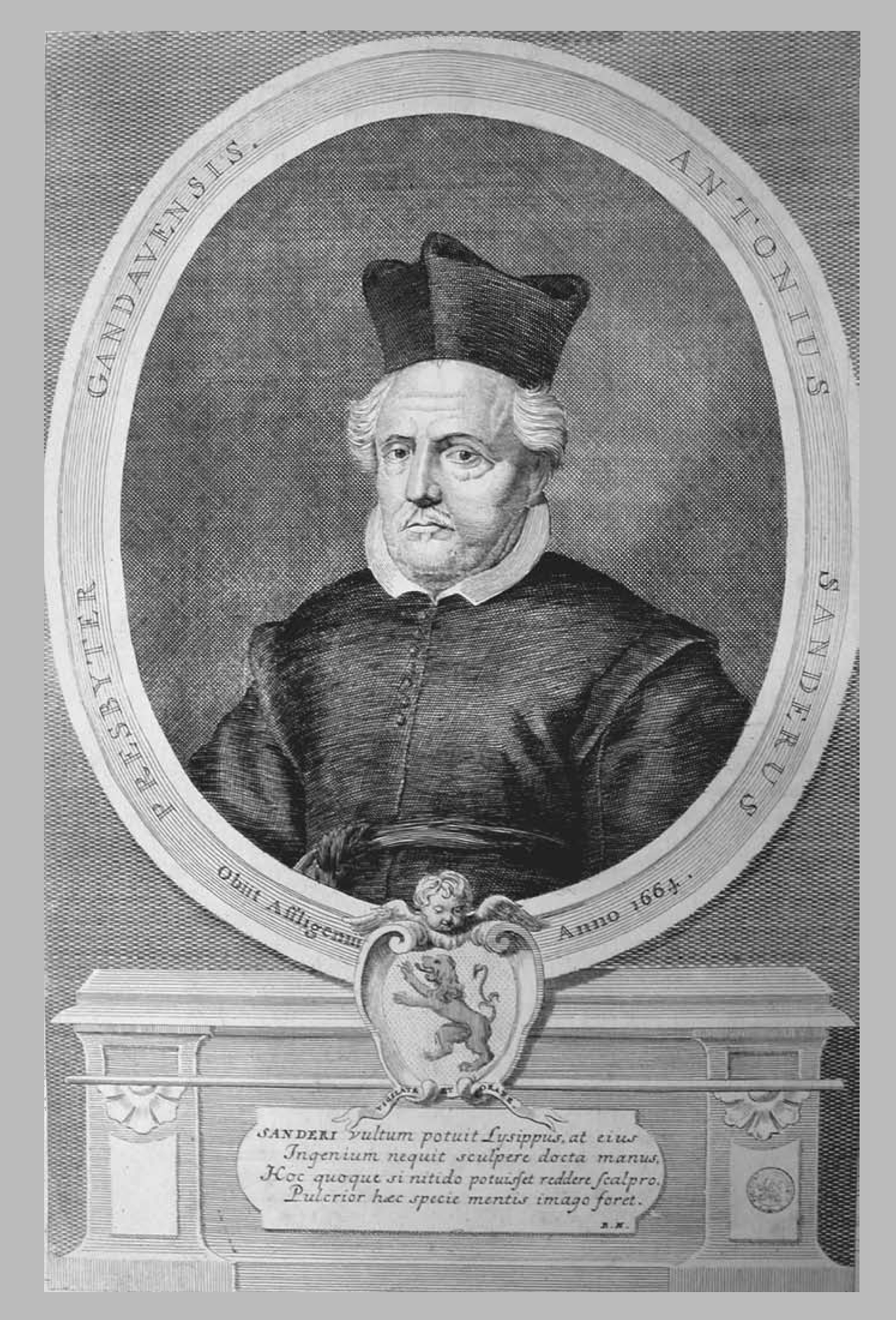
Antonius Sanderus

Antoon Sanders (Antwerpen, 15 september 1586 – Affligem, 16 januari (of 10 januari) 1664) was historicus, filosoof en theoloog uit de Zuidelijke Nederlanden. Als schrijver latiniseerde hij zijn naam, zoals toen gebruikelijk was, tot Antonius Sanderus.

## Levensloop
Antoon Sanders stamde uit een voorname Gentse familie die, gevlucht uit de Gentse Republiek, tijdelijk in Antwerpen verbleef. Antoon werd op zijn geboortedag in de Onze-Lieve-Vrouwekathedraal te Antwerpen gedoopt. Hij was een kind uit het tweede huwelijk van zijn vader Lieven met Maria De Keyzer.
Zijn grootvader, Jan I Sanders, was uit Aalst naar Gent verhuisd, waar hij lijfarts werd van Keizer Karel V, maar de familie was door de plaatselijke troebelen berooid.
Antoon verliet Antwerpen (waar hij zich ‘Gandavensis’ bleef noemen) na de dood van zijn moeder. Hij begon Latijnse studies in het jezuïetencollege van Oudenaarde en voltooide deze in het Gentse jezuïetencollege. Voor het betalen van zijn studies deed hij beroep op de abt van de Sint-Pietersabdij, Cornelis Columbanus Vrancx. Nadien studeerde hij filosofie aan het jezuïetencollege van Dowaai, waar hij in 1609 magister artium (meester in de kunsten) werd.
Op 28 mei 1611 werd hij tot priester gewijd in Gent. In datzelfde jaar werd hij pastoor van Sleidinge, wat hij bleef tot in 1622. Hij werd tussen 1617 en 1618 ook nog pastoor van het naburige Oosteeklo. De toestand in het Meetjesland was echter, ondanks het Twaalfjarig Bestand, voor hem onveilig aangezien hij enkele controversiële geschriften tegen onder andere het anabaptisme in Vlaanderen had geschreven.
In 1615 werd hij ondertussen aan de universiteit van Leuven Baccalaureus in de theologie en in 1619 keerde hij terug naar Dowaai waar hij aan de universiteit van Dowaai (een zusteruniversiteit van de voormalige universiteit van Leuven) het licentiaat in de theologie verwierf.
In 1621 dook hij opnieuw op te Gent waar hij bescherming genoot van bisschop Antonius Triest die er in 1623 voor zorgde dat hij aalmoezenier en secretaris werd van kardinaal Alfonso de la Cueva, die in de Zuidelijke Nederlanden gouverneur van Filips IV van Spanje was.
Deze kardinaal zorgde ervoor dat Antoon Sanders in 1625 kanunnik werd van de Sint-Maartenskerk in Ieper. In 1637 werd hij bibliothecaris en in 1640 ook scholaster van het kapittel van deze kerk en in 1650 theologaal en penitentiarius. Zijn prebende van kanunnik liet hem toe om opzoekingen te doen waarvan hij de resultaten later zou gebruiken voor de uitgifte van zijn Flandria illustrata. Voor die opzoekingen bezocht hij kloosters en kastelen om er de archieven te raadplegen. Hij stelde zelfs een vragenlijst op die aan de pastoors, stadsmagistraten en kasteelheren werd toegezonden. De andere kanunniken van Ieper waren niet zo gelukkig met het feit dat hij daardoor te weinig met zijn taak als kanunnik bezig was. Het is deze periode in zijn leven en deze activiteiten die hebben gemaakt dat de West-Vlamingen hem als een van de hunnen hebben beschouwd.
In 1654 legde hij daarom zijn religieuze functies neer, kreeg de post van censor librorum en vestigde zich gedeeltelijk in Brussel. In 1658 bood hij, zogezegd om gezondheidsredenen, zijn ontslag aan als kanunnik van het kapittel van Ieper en verliet definitief de stad om zich in de abdij van Affligem te vestigen, waar hij hartelijk ontvangen werd door Benedictus van Haeften, de proost van de abdij.
Hij overleed er op 16 januari 1664 en werd er in de abdijkerk begraven, vóór het altaar van de H.H. Maurus en Placidus. Zijn grafsteen is later vernield.

## Werken

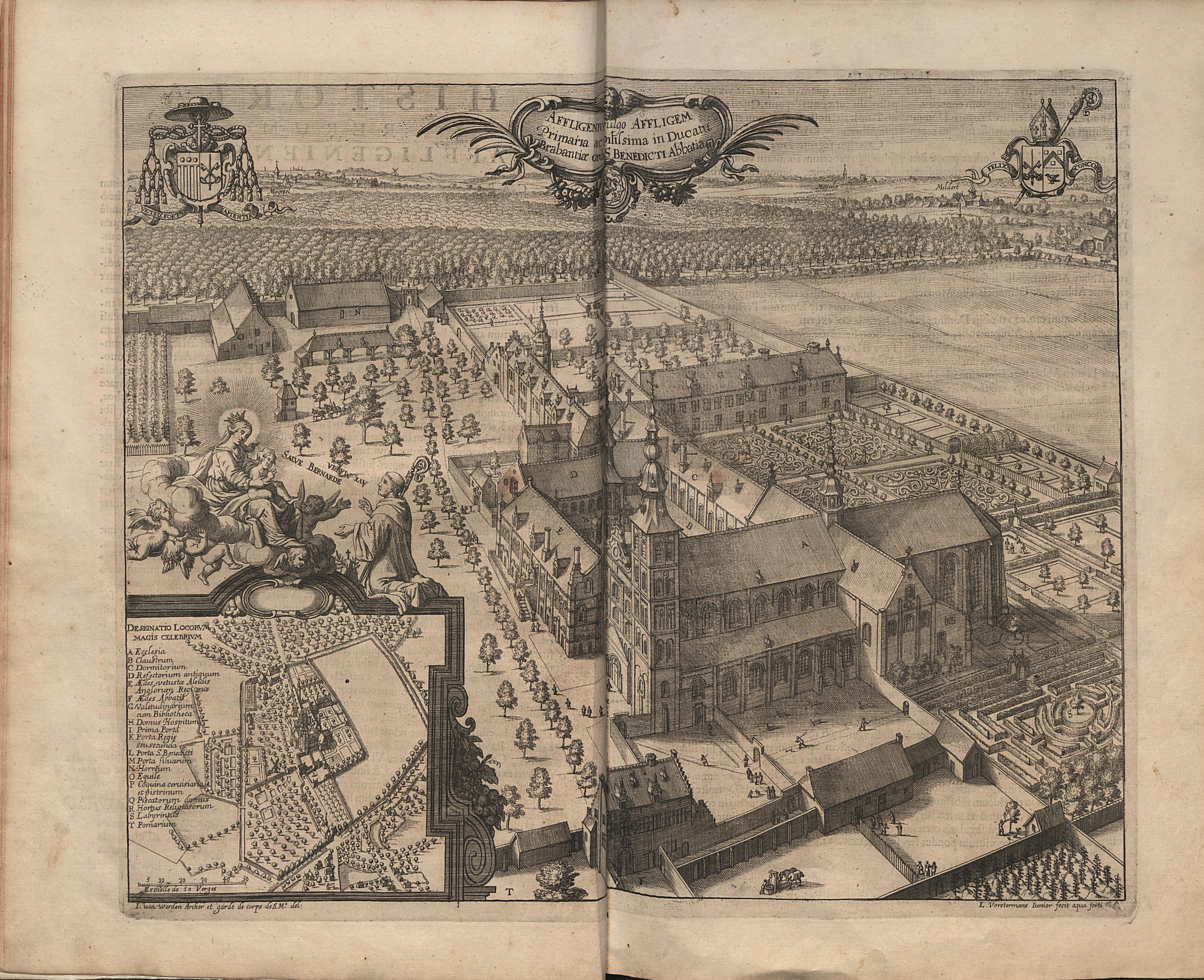
De abdij van Affligem, afbeelding uit Chorographia Sacra Brabantiae

- Reeds in 1609 schreef hij Latijnse sermoenen en theologische en controversiële geschriften tegen het protestantisme.
- Vanaf 1610 publiceerde hij een zestal geschiedkundige werken, waaronder onder andere in 1621 een lofdicht op Peter Paul Rubens en in 1625 een beschrijving van heiligenlevens: Hagiologium Flandriae, sive de sanctis eius provinciae.
- In 1641 verscheen een inventaris van manuscripten in Belgische bibliotheken: Bibliotheca belgica manuscripta en in 1657 Bibliotheca Sacra et Profana.
- In 1659 schreef hij een geschiedenis van Brabantse abdijen en kloosters: Chorographia sacra Brabantiae, sive celebrium aliquat in/ea provincia ecclesiarum et cenobiorum descriptio en het Regiae Domus Belgicae, dat de beroemde kaarten van Van Werden bevat.
- Zijn magnum opus is het met zowel tekeningen als gravures rijk geïllustreerde Flandria illustrata, sive Descriptio comitatus istius per totum terrarum orbem celeberrimi; vertaling: Geïllustreerd Vlaanderen of een beschrijving van de beroemdste mensen van het hele gebied (eerste deel in 1641 en tweede in 1644 volgens titelblad in Keulen bij Cornelius ab Egmond, in werkelĳkheid uitgegeven te Amsterdam bĳ Cornelis en Joan Blaeu). Het derde deel (met Frans Vlaanderen) van dit omvangrijke werk bleef onafgewerkt. Het is een historische beschrijving van tal van Vlaamse steden en gemeenten. Dit boek werd in 1725 vertaald in het Nederlands onder de titel Verheerlykt Vlaandre; vertaling in het Nederduytsch (Leiden, 1725).

Bij zijn vermeldingen van schrijvers geeft Sanderus dikwijls zijn bronnen aan, namelijk (de verloren nota's van) Dionysius Harduwijn (Harduinus, 1530-1604), het Schilder-boeck van Karel van Mander en de teksten van de Florentijn Lodovico Guicciardini. Aan hem danken wij de namen van Gerard David, Adriaen Isenbrandt en de schildersfamilie Claeissens. Anders waren ze anoniem gebleven of bekend als 'Meester van ...'.